# Дэвис, Крис (бейсболист)
Кристофер Лин Дэвис (англ. Christopher Lyn "Crush" Davis, род. 17 марта 1986 года) — американский профессиональный бейсболист, игравший на позиции игрока первой базы. За свою карьеру в Главной лиги бейсбола он выступал за «Техас Рейнджерс» (2008—2011) и «Балтимор Ориолс» (2011—2020).
Дэвис родился и вырос в Лонгвью (штат Техас). Он был выбран на драфте МЛБ 2006 года в пятом раунде клубом «Рейнджерс». Дэвис быстро прошёл через систему низших лиг и в 2007 году был назван игроком года низших лиг. В середине 2008 года он был вызван в основную команду и уже в 2009 году стал основным игроком первой базы «Рейнджерс». За 92 игры он выбил 21 хоум-ран, однако показал низкий процент отбивания и часто получал страйкауты. Из-за этого последующие два года он периодически то отправлялся назад в низшие лиги, то возвращался в основную команду. 30 июля 2011 года «Рейнджерс» обменяли его в «Балтимор Ориолс» на Томми Хантера и Кодзи Уэхару.

## Профессиональная карьера
14 июля 2013 года Дэвис сделал 500-й в карьере хит в игре против «Торонто Блю Джейс».
13 сентября 2013 года Дэвис сделал 50-й хоум-ран в сезоне, повторив достижение Брэди Андерсона по количеству сделанных хоум-ранов игроком «Ориолс» в одном сезоне. Он также стал третьим игроком в истории МЛБ, после Бэйба Рута и Альберта Белла, сделавшим 50 хоум-ранов и 40 даблов в одном сезоне.
12 сентября 2014 года Дэвис был отстранён на 25 игр из-за положительного допинг-теста на амфетамины. Сам игрок заявил, что положительный результат был получен из-за употребления Adderall, на который у него ранее было разрешение, однако на сезон 2014 года оно не распространялось. Таким образом, Дэвис пропустил 17 последних игр регулярного чемпионата, 7 игр плей-офф, в которых участвовали «Ориолс», и первый матч сезона 2015 года.

## Личная жизнь
В 2011 году Дэвис женился на девушке по имени Джилл. В настоящее время пара и их дочь Элла проживают в Балтиморе (штат Мэриленд) и в Арлингтоне (штат Техас). В межсезонье Дэвис увлекается рыбалкой.
Дэвис — христианин. В детстве родители водили в Первую баптистскую церковь в Лонгвью. Однако лишь после трудностей в сезоне 2010 года он «по-настоящему открыл для себя веру». И сейчас бейсболист ежедневно читает Библию.
12 августа 2021 года Дэвис объявил о завершении игровой карьеры. На момент завершения карьеры Дэвису причиталось 17 миллионов долларов зарплаты за сезон 2022 года, а также 42 миллиона долларов платежей по его контракту 2016 года. Ему будут платить 9,16 миллиона долларов в год в период с 2023 по 2025 год, 3,5 миллиона долларов в период с 2026 по 2032 год и 1,4 миллиона долларов в период с 2033 по 2037 год.